# Àstac (fill de Posidó)
Segons la mitologia grega, Àstac (grec antic: Ἀστακός, llatí: Astacus) va ser un fill de Posidó i la nimfa Òlbia. Va donar el seu nom a la ciutat d'Àstac de Bitínia, que més tard es va anomenar Nicomèdia.